# Motos
Motos (モトス?, Motosu) è un videogioco d'azione per arcade sviluppato e pubblicato dalla Namco nel 1985. Sebbene non sia mai uscito in Occidente, Mastertronic lo converte per gli home computer del periodo, ovvero ZX Spectrum, Amstrad CPC e Commodore 64.
È incluso esclusivamente nella raccolta per PlayStation Namco Museum Encore, uscita nel 1997 solo in Giappone.

## Trama
Nel 21° secolo, l'umanità ha costruito una base solare nello spazio e ha raccolto energia solare per sostenere le proprie vite. Un giorno, il computer che controlla la base solare ha avuto un malfunzionamento ed essa è uscita dall'orbita e si è dispersa nello spazio. La causa è dovuta alle Space Bees che nidificano nello spazio. Persino i cannoni a raggi sono inefficaci contro i loro corpi, che si nutrono principalmente di metallo. Si profila una crisi energetica. Per respingere le Space Bees, l'umanità ha lanciato una barca corazzata di nuova concezione chiamata Motor Spanner.

## Modalità di gioco
Motos si compone di 62 livelli a schermata fissa, ove nelle quali prevede uno scontro tra l'omonimo veicolo spaziale controllato dal giocatore e le Space Bees (dall'aspetto di biglie), all'interno di un'arena chiamata Solar Base. L'obiettivo è speronare le Space Bees e riuscire a buttarle fuori dall'area. Nel caso il giocatore abbia la meglio, passa a quello successivo.
Con il procedere della sessione, oltre alle Space Bees appariranno nemici più difficili da spingere perché avranno più peso. Il giocatore però può rifornirsi di due raccoglibili power-up: le lettere P e le ali. Le prime sono quelle che potenziano la massa di Motos, aumentando la forza con cui fa cadere i nemici quando entra in contatto con loro e indebolendo la forza con cui viene fatto cadere, tuttavia, bisogna usarle con parsimonia. Le seconde invece consentono di saltare, ma c'è un effetto collaterale; a seconda del punto in cui Motos cade, il pannello comincia a rompersi, e se il mezzo cade di nuovo sullo stesso punto, questo si spacca e si trasforma in un buco in cui chiunque può precipitare.
Infine, se il giocatore impiega più tempo del solito per completare un livello, sull'area iniziano a cadere puntate verso di lui delle stelle cadenti, le quali rompono all'istante i pannelli. Il giocatore stesso può sfruttare questo come un vantaggio, ma solo con cautela, e se rimane più a lungo, esse lo attaccheranno molto più frequentemente.

## Accoglienza
In Giappone, la rivista Game Machine elencò Motos nel numero del 15 ottobre 1985 come la quinta unità arcade di maggior successo del mese.